# Tobias Bernstrup
Tobias Bernstrup (Göteborg, Svédország, 1970. –) svéd kortárs művész, énekes, zeneszerző és video artist.

## Diszkográfia
- (1997) Heat of the Night, CD-R
- (1998) Images Of Love, CD-R
- (2002) Re-Animate Me, CD
- (2002) 27, 12" vinyl maxi
- (2002) 27 - gyűjtői kiadás, 12" vinyl
- (2003) Ventisette, 12" vinyl maxi
- (2002) Ventisette - gyűjtői kiadás, 12" vinyl
- (2005) SUV, mp3
- (2005) Killing Spree, CD
- (2011) Sing My Body Electric - CD, LP, mp3
- (2015) Romanticism - 2* 12" vinyl, CD
- (2018) Technophobic CD, LP
- (2021) Petrichor CD, LP

## Fordítás
- Ez a szócikk részben vagy egészben  a   Tobias Bernstrup című angol Wikipédia-szócikk ezen változatának fordításán alapul.  Az eredeti cikk szerkesztőit annak laptörténete sorolja fel. Ez a jelzés csupán a megfogalmazás eredetét és a szerzői jogokat jelzi, nem szolgál a cikkben szereplő információk forrásmegjelöléseként.